# Amiga CDTV
Amiga CDTV (Commodore Dynamic Total Vision — повноекранна динамічна графіка фірми Commodore) — ігровий комп'ютер фірми Commodore, на платформі Amiga 500. Один з перших комп'ютерів, які стали комплектуватися CD-приводом. Створений у формі CD-програвача, пульт від якого використовується як джойстик. Пізніше для Amiga CDTV стали продаватися миша і клавіатура. Комп'ютер випускався з передвстановленою AmigaOS 1.3.
З волі обставин, менеджером команди розробників CDTV був Nolan Bushnell, людина, яка заснувала конкуруючу фірму Atari.